# Arielle Gold
Arielle Gold (Steamboat Springs, 4 de mayo de 1996) es una deportista estadounidense que compite en snowboard, especialista en la prueba de halfpipe.
Participó en los Juegos Olímpicos de Pyeongchang 2018, obteniendo una medalla de bronce en la prueba de halfpipe.
Ganó una medalla de oro en el Campeonato Mundial de Snowboard de 2013, en la misma prueba. Adicionalmente, consiguió cinco medallas en los X Games de Invierno.

## Medallero internacional
| Juegos Olímpicos   | Juegos Olímpicos                | Juegos Olímpicos  | Juegos Olímpicos |
| Año                | Lugar                           | Medalla           | Prueba           |
| ------------------ | ------------------------------- | ----------------- | ---------------- |
| 2018               | Pyeongchang (Corea del Sur)     | Medalla de bronce | Halfpipe         |
| Campeonato Mundial |                                 |                   |                  |
| Año                | Lugar                           | Medalla           | Prueba           |
| 2013               | Stoneham-et-Tewkesbury (Canadá) | Medalla de oro    | Halfpipe         |

| X Games de Invierno | X Games de Invierno    | X Games de Invierno | X Games de Invierno |
| Año                 | Lugar                  | Medalla             | Prueba              |
| ------------------- | ---------------------- | ------------------- | ------------------- |
| 2013                | Aspen (Estados Unidos) | Medalla de bronce   | Superpipe           |
| 2013                | Tignes (Francia)       | Medalla de bronce   | Superpipe           |
| 2016                | Aspen (Estados Unidos) | Medalla de plata    | Superpipe           |
| 2016                | Oslo (Noruega)         | Medalla de bronce   | Superpipe           |
| 2018                | Aspen (Estados Unidos) | Medalla de plata    | Superpipe           |